# Knivbajonett M/1894
Das kurze Knivbajonett M/1894 war die norwegische Version eines Bajonetts für das Krag-Jørgensen-Gewehr, wurde ab 1894 eingeführt und blieb bis in die 1950er Jahre im Einsatz.

## Entwicklung
1886 konstruierten die beiden Norwegern Ole Herman Krag und Erik Jørgensen das erste Krag-Jørgensen-Gewehr. Es forcierte zum wichtigsten Gewehr in Norwegen und erhielt dort die Bezeichnung Krag-Jørgensen M/1894. Zu dem Gewehr gab es in drei verschiedenen Ländern drei verschiedene Bajonette. So hatte Norwegen das kort knivbajonett M/1894 (deutsch: kurze Messerbajonett M/1894). Dieses wurde inspiriert durch das dänische Bajonett M/1889. Allerdings wurde der Verriegelungsmechanismus modifiziert und orientierte sich mehr zu den US-amerikanischen Springfield- und Garand-Bajonetten. Offiziell zugelassen und eingeführt wurde das neue Bajonett am 21. April 1894.

## Produktion
Als das Krag Jørgensen-Gewehr die Fabrik verließ, war es mit einem Bajonett mit der entsprechenden Seriennummer ausgestattet. Das Bajonett wurde an die norwegische Armee und Marine geliefert. Insgesamt wurden etwas mehr als 140.000 Bajonette M/1894 hergestellt.
| Hersteller                         | Land       | Produktionszahl |
| ---------------------------------- | ---------- | --------------- |
| Österreichische Waffenfabrik Steyr | Österreich | 037.000         |
| Husqvarna                          | Schweden   | 02.000          |
| Kongsberg Våpenfabrikk             | Norwegen   | 101.750         |

Im Jahr 1941 kam es im schwedischen Ørebro zu einem Brand in einem Waffendepot. Dabei wurden 4.693 Bajonette M/1894 im Feuer zerstört.

## Beschreibung
Das Bajonett war mit dem Griff 33,5 cm lang. Die Klinge war 21,3 cm lang und 1,9 cm breit. Die Griffe bestanden aus Holz und waren mit einer einfachen Schraube befestigt. Durch Entfernen dieser Schraube konnte der Mechanismus freigelegt werden, mit dem das Bajonett an der Waffe und der Scheide befestigt wurde. Die Klinge war an einer Seite geschliffen und besaß keine Hohlkehle.
Die Schwertscheide bestand aus Stahl mit einer Kugelspitze und war 22,9 cm lang und wurde brüniert. Auf der Rückseite hatten diese ein kleines Quadrat, um sie an der Bajonetthalterung zu befestigen. Bei den Bajonetten von Kongsberg ist dieses in der Mitte der Scheide angebracht. Bei den Scheiden von Husqvarna und Steyr ist dieses Quadrat etwas seitlich angebracht und auf einer Seite auch etwas erhöht.

## Einsatz
Hauptsächlich genutzt wurde das Bajonett M/1894 zusammen mit dem Krag-Jørgensen-Gewehr oder dem Krag-Jørgensen-Karabiner von der norwegischen Armee. Nach dem Einmarsch der Wehrmacht in Norwegen wurden die Waffen und Bajonette erbeutet. Das Heereswaffenamt führte von da an dieses Bajonett in ihren Listen der Kennblätter fremden Geräts. Hierbei erhielt das Bajonett Mk. I die Bezeichnung Seitengewehr 102 (n).
Viele der noch bestehenden Bajonette M/1894 wurden nach dem Zweiten Weltkrieg zu Bajonetten M/1956 SLK umgebaut.